# Águas da Prata (ort)
Águas da Prata är en ort i Brasilien.   Den ligger i kommunen Águas da Prata och delstaten São Paulo, i den sydöstra delen av landet, 700 km söder om huvudstaden Brasília. Águas da Prata ligger 838 meter över havet och antalet invånare är 7 580.
Terrängen runt Águas da Prata är kuperad åt nordost, men åt sydväst är den platt. Närmaste större samhälle är São João da Boa Vista, 9,1 km väster om Águas da Prata.
I omgivningarna runt Águas da Prata växer i huvudsak städsegrön lövskog. Runt Águas da Prata är det ganska tätbefolkat, med 239 invånare per kvadratkilometer.